# ألان باكستر (سياسي)
ألان باكستر (بالإنجليزية: Alan Baxter)‏ هو سياسي نيوزلندي، ولد في 1912، وتوفي في 1976. حزبياً، نشط في حزب العمال النيوزيلندي. وقد انتخب عضو مجلس النواب نيوزيلندا.